# Seznam polkov po zaporednih številkah (1200. - 1249.)
Seznam polkov po zaporednih številkah - polki od 1200. do 1249.

## 1200. polk
Pehotni
- 1200. grenadirski polk (Wehrmacht)

Artilerijski
- 1200. samovozni artilerijski polk (ZSSR)

Zračnoobrambni
- 1200. raketni polk zračne obrambe (Ukrajina)

## 1203. polk
Pehotni
- 1203. grenadirski polk (Wehrmacht)

Zračnoobrambni
- 1203. protiletalski raketni polk (ZSSR)

## 1204. polk
Pehotni
- 1204. grenadirski polk (Wehrmacht)

Artilerijski
- 1204. samovozni artilerijski polk (ZSSR)

## 1205. polk
Pehotni
- 1205. grenadirski polk (Wehrmacht)

Artilerijski
- 1205. samovozni artilerijski polk (ZSSR)

## 1207. polk
Pehotni
- 1207. grenadirski polk (Wehrmacht)

Artilerijski
- 1207. samovozni artilerijski polk (ZSSR)

## 1208. polk
Pehotni
- 1208. grenadirski polk (Wehrmacht)

Artilerijski
- 1208. lahki artilerijski polk (ZSSR)

## 1209. polk
Pehotni
- 1209. grenadirski polk (Wehrmacht)

Artilerijski
- 1209. havbični artilerijski polk (ZSSR)

## 1212. polk
Pehotni
- 1212. grenadirski polk (Wehrmacht)
- 1212. motoriziran strelski polk (ZSSR)

## 1215. polk
Pehotni
- 1215. grenadirski polk (Wehrmacht)

Zračnoobrambni
- 1215. protiletalski raketni polk (ZSSR)

## 1216. polk
Pehotni
- 1216. grenadirski polk (Wehrmacht)
- 1216. motoriziran strelski polk (ZSSR)

## 1217. polk
Pehotni
- 1217. grenadirski polk (Wehrmacht)
- 1217. motoriziran strelski polk (ZSSR)

## 1219. polk
Pehotni
- 1219. grenadirski polk (Wehrmacht)
- 1219. strelski polk (ZSSR)

## 1220. polk
Pehotni
- 1220. grenadirski polk (Wehrmacht)
- 1220. strelski polk (ZSSR)

## 1221. polk
Pehotni
- 1221. grenadirski polk (Wehrmacht)

Zračnoobrambni
- 1221. protiletalski šolski raketni polk (ZSSR)

## 1222. polk
Pehotni
- 1222. grenadirski polk (Wehrmacht)

Artilerijski
- 1222. ločeni samovozni artilerijski polk (ZSSR)

## 1223. polk
Pehotni
- 1223. grenadirski polk (Wehrmacht)

Artilerijski
- 1223. lahki samovozni artilerijski polk (ZSSR)

Letalski
- 1223. težki bombniški polk (Ruska federacija)

## 1225. polk
Pehotni
- 1225. grenadirski polk (Wehrmacht)

Letalski
- 1225. težki bombniški polk (Ruska federacija)

## 1226. polk
Pehotni
- 1226. grenadirski polk (Wehrmacht)
- 1226. strelski polk (ZSSR)

Artilerijski
- 1226. šolski protiletalski artilerijski polk (ZSSR)

Letalski
- 1226. težki bombniški polk (Ruska federacija)

## 1228. polk
Pehotni
- 1228. grenadirski polk (Wehrmacht)
- 1228. strelski polk (ZSSR)

Artilerijski
- 1228. samovozni artilerijski polk (ZSSR)

## 1229. polk
Pehotni
- 1229. grenadirski polk (Wehrmacht)

Letalski
- 1230. težki bombniški letalski polk (ZSSR)

## 1230. polk
Pehotni
- 1230. grenadirski polk (Wehrmacht)

Letalski
- 1230. polk za oskrbo z gorivom v zraku (Ruska federacija)

## 1236. polk
Pehotni
- 1236. grenadirski polk (Wehrmacht)

Artilerijski
- 1236. topniški artilerijski polk (ZSSR)

## 1237. polk
Pehotni
- 1237. grenadirski polk (Wehrmacht)

Artilerijski
- 1237. artilerijski polk (ZSSR)

## 1238. polk
Pehotni
- 1238. grenadirski polk (Wehrmacht)

Artilerijski
- 1238. ločeni samovozni artilerijski polk (ZSSR)

## 1239. polk
Pehotni
- 1239. grenadirski polk (Wehrmacht)

Artilerijski
- 1239. samovozni artilerijski polk (ZSSR)

## 1240. polk
Pehotni
- 1240. grenadirski polk (Wehrmacht)

Artilerijski
- 1240. obalni artilerijski polk kopenske vojske (Wehrmacht)

## 1241. polk
Pehotni
- 1241. strelski polk (ZSSR)
- 1241. grenadirski polk (Wehrmacht)

Zračnoobrambni
- 1241. protiletalski artilerijski polk (ZSSR)

## 1243. polk
Pehotni
- 1243. strelski polk (ZSSR)
- 1243. grenadirski polk (Wehrmacht)

Zračnoobrambni
- 1243. protiletalski artilerijski polk (ZSSR)

## 1244. polk
Pehotni
- 1244. grenadirski polk (Wehrmacht)

Protioklepni
- 1244. protitankovski polk (ZSSR)

## 1245. polk
Pehotni
- 1245. grenadirski polk (Wehrmacht)

Artilerijski
- 1245. obalni artilerijski polk kopenske vojske (Wehrmacht)